# Jurgis Baltrušaitis
Jurgis Baltrušaitis (* 7. Mai 1903 in Moskau; † 25. Januar 1988 in Paris) war ein litauischer Kunsthistoriker.

## Leben
Jurgis Baltrušaitis ist Sohn des symbolistischen Dichters Jurgis Baltrušaitis (1873–1944). In seiner Jugend pflegte er Umgang mit Boris Pasternak. Er studierte 1924 an der Sorbonne bei Henri Focillon Kunstgeschichte.
1927 unternahm er eine Studienreise mit dem Ziel, romanische Kunst zu sehen; sein Weg führte ihn nach Armenien, Georgien, Spanien, Italien und Deutschland. Er schloss 1931 sein Studium mit Promotion ab und arbeitete im Anschluss als Kulturattaché an der litauischen Botschaft in Paris. 1933 folgte Studienreisen in den Iran und Irak. 1934 organisierte er eine Ausstellung zu baltischer Volkskunst in Paris.
Er unterrichtete von 1933 bis 1939 Kunstgeschichte an der Vytautas-Magnus-Universität in Kaunas, Litauen. 1947–1948 unterrichtete er an der Universität in New York, später mit Gastaufenthalten in Yale (1952) und am Metropolitan Museum.
Seine Frau Hélène war Tochter von Henri Focillon.

## Schriften (Auswahl)
- Études sur l'art médiéval en Géorgie et en Arménie. Paris: E. Leroux, 1929.
- La Stylistique ornementale dans la sculpture romane. Paris: E. Leroux-Collège de France, 1931.
  - Englische Übersetzung: Wylie Sypher (Hrsg.): Art History: an Anthology of Modern Criticism. Gloucester, MA: P. Smith, 1975, S. 116–131.
- L'église cloisonnée en Orient et en Occident. Paris, Éd. d'Art et d'Histoire, 1941.
- Lithuanian folk art. (Lithuania, country and nation, 3), München, Vizgirda, 1948.
- Le Moyen Age fantastique: antiquités et exotismes dans l’art gothique. Paris, Flammarion, 1955.
  - Deutsche Übersetzung: Das phantastische Mittelalter. Antike und exotische Elemente in der Kunst der Gotik. Berlin 1985. Neuauflage: Berlin: Gebr. Mann, 1994.
- Les perspectives depravées – anamorphoses ou thaumaturgus. Paris: Perrin, 1955.
  - Neuauflage: Flammarion 1984; Englische Übersetzung: 1989; Italienische Übersetzung: Milano: Adelohi 1990.
- Aberrations: Quatre Essais sur La Legende des Formes. Paris: Perrin, 1957.
- Réveils et prodiges: Le gothique fantastique. Paris: Colin, 1960.
- Le miroir: Essai sur une légende scientifique: révélations, science-fiction et fallacies. Paris: Seuil, 1978.
  - Deutsche Ausgabe: Der Spiegel – Entdeckungen, Täuschungen, Phantasien. Gießen: Anabas-Verlag 1996.
- La quête d'Isis: essai sur la légende d’un mythe. Paris: Flammarion, 1985.
- Imaginäre Realitäten: Fiktion und Illusion als produktive Kraft; Tierphysiognomik, Bilder im Stein, Waldarchitektur, Illusionsgärten. Aus dem Franz. übers. von Henning Ritter, Köln: DuMont, 1984.
- Formations, déformations: La stylistique ornementale dans la sculpture romane (Idées et recherches). Paris: Flammarion, 1986.
- Sarazenische Kuriositäten im gotischen Mittelalter. In: Kat. Ausst. Europa und der Orient. Berlin 1989, S. 28–37.